# 紅白埃爾福特足球俱樂部
紅白埃爾福特足球俱樂部（FC Rot-Weiss Erfurt）是一家德國的足球俱樂部。主場位於圖林根州的埃爾福特。目前參加德国足球东北地区联赛。

## 歷史
俱樂部成立於1895年，最初是一家板球俱樂部。後擴大了參加的體育項目，并改名為埃爾福特體育俱樂部。在東德時代，埃爾福特獲得過1953-54賽季和1954-55賽季的東德足球甲級聯賽的冠軍。2003/04年球季獲得地區聯賽南區亞軍升班德乙，但僅一季即以包尾第18位的成績降班。

## 著名球員
- 托马斯·林克（Thomas Linke）
- 克莱门斯·弗里茨（Clemens Fritz）

## 外部連結
- 官方網站 （页面存档备份，存于）
- RWE-Community （页面存档备份，存于）
- Abseits Guide to German Soccer （页面存档备份，存于）